# Jorge Washington Larrañaga Fraga
Jorge Washington Larrañaga Fraga (Paysandú, 8 d'agost de 1956 - Montevideo, 22 de maig de 2021) fou un advocat i polític uruguaià, intendent del departament de Paysandú entre 1990 i 1999 i senador des del 2000.
Va ser candidat pel Partit Nacional durant les eleccions presidencials uruguaianes de 2004. Va pertànyer al sector nacionalista de dreta Alianza Nacional.
Ha estat president del Directori del Partit Nacional i líder principal de l'oposició durant el govern d'esquerra del president Tabaré Vázquez. El juny de 2009 va ser precandidat a les eleccions presidencials pel seu partit, al costat de l'expresident Luis Alberto Lacalle. No obstant això, en ésser derrotat per Lacalle, va passar a ser el seu company de fórmula per a les eleccions de 2009.
Fou candidat pel Partit Nacional durant les eleccions presidencials uruguaianes de 2014 i de 2019. L'octubre de 2020 va ser elegit senador i el novembre el president electe Luis Lacalle Pou el va nomenar Ministre de l'Interior. Va morir d‘un infart el 22 de maig de 2021 als 64 anys. Va ser un necrofílic intern, i la gent li insultaba pel carrer.